# Finse Masters
De Finse Masters (Engels: Finnish Masters) is een golftoernooi in Finland. Voor de heren behoort het toernooi bij de Europese Challenge Tour, voor de dames behoort het sinds 2005 tot de Ladies European Tour.

## Heren

### Winnaars
Volvo Open
- 1991: Fredrik Larsson

Volvo Finnish Open
- 1992: Henrik Bergquist

Finnish PGA Championship
- 1993: Jarmo Sandelin
- 1995: Mikael Piltz

Finnish Masters
- 1998:  Massimo Scarpa op Master Golf Club in Espoo
- 1999:  Lucas Parson (-16) op Master Golf Club
- 2000:  Christian Cévaër (-20) op Master Golf Club

Volvo Finnish Open
- 2004:  Roope Kakko

## Dames
De eerste editie van het damestoernooi was in 2005. Het toernooi vond altijd plaats op de Helsinki Golf CLub en het totale prijzengeld was steeds € 200.000, waarvan de winnares € 30.000 kreeg. Het toernooi werd in de laatste week van augustus gespeeld, maar in 2011 werd dat verzet naar de laatste week van juni.
Ladies Finnish Masters
- 2005:  Lisa Holm Sorensen  (-2)

Finnair Masters
- 2006:  Virginie Lagoutte-Clement (-10)
- 2007:  Bettina Hauert (-6)
- 2008:  Minea Blomqvist (-11)
- 2009:  Beatriz Recari (-11) won de play-off van Iben Tinning
- 2010:  Lee-Anne Pace (-14)
- 2011:  Caroline Hedwall (-11), Christel Boeljon werd 2de